# Heat (filme de 1986)
Heat (Brasil: Encurralado em Las Vegas ) é um filme de ação e suspense produzido nos Estados Unidos em 1986, dirigido por Dick Richards e Jerry Jameson, e com atuações de Burt Reynolds, Karen Young e Peter MacNicol.